# Lira israeliana
La lira israeliana (più raramente sterlina israeliana) è stata la valuta di Israele da poco dopo la creazione dello stato nel 1948 fino al 1980. Fino al 1952 il nome utilizzato sulle banconote della Anglo-Palestine Bank era sterlina palestinese, in ebraico לירה א"י (lira E.Y., cioè lira Eretz-Yisraelit). In arabo il nome era جنيه فلسطيني (junayh filasţīnī), cfr. la voce sterlina egiziana). Nel 1952 la Anglo-Palestine Bank cambiò il proprio nome in Banke Leumi Le-Yisrael (Banca Nazionale d'Israele) e il nome della valuta divenne lira yisraelit (לירה ישראלית) in ebraico, junayh isrāʾīlī in arabo e Israeli pound in inglese. Dal 1955, dopo che la Bank of Israel fu fondata ed ebbe assunto il controllo sull'emissione di banconote, fu utilizzato solo il nome ebraico, insieme al simbolo "I£".

## Storia

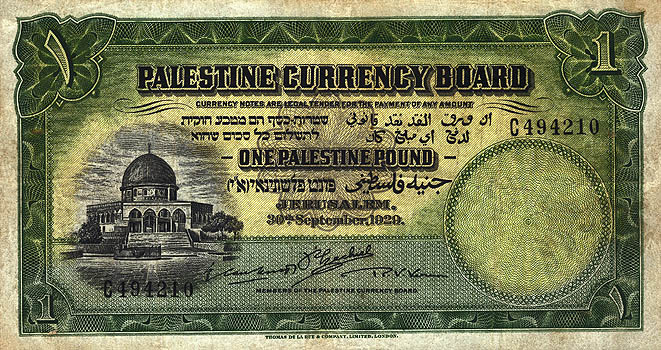
Banconota da un Pound

Il Mandato britannico della Palestina, che amministrò il territorio ora noto come Israele fino al 15 maggio 1948, emise la sterlina palestinese, una valuta di valore pari a quello della sterlina britannica (cui era agganciata), e che era suddivisa in 1 000 mil. Le banconote in circolazione erano emesse dal Palestine Currency Board, il quale era soggetto alla Segreteria di Stato per le Colonie britannica.
Israele ereditò la sterlina palestinese ma, poco dopo la fondazione dello stato, nuove banconote furono emesse dalla Anglo-Palestine Bank con sede a Londra e facente capo al movimento sionista. Le nuove monete furono le prime a portare il nome del nuovo stato, mentre le banconote riportavano la scritta "The Anglo-Palestine Bank Limited". Mentre le prime monete coniate da Israele portavano ancora il nome mil, quelle successive avevano il nome ebraico pruta. Una seconda serie di banconote fu emessa dopo che la Anglo-Palestine Bank ebbe spostato la propria sede a Tel Aviv e cambiato il proprio nome in Bank Leumi ((HE)  בנק לאומי, "Banca Nazionale"). Su queste banconote fu utilizzato il termine lira al posto di pound. Il 1º gennaio 1954 fu abolito il legame con la sterlina britannica, e nel 1960 la suddivisione della lira israeliana fu cambiata da 1 000 pruta a 100 agora.
Durante gli anni sessanta, un dibattito sul nome non ebraico della valuta israeliana portò a una legge che assegnava al Ministero delle Finanze il compito di cambiare il nome lira con un nome ebraico, siclo ((HE)  שקל, sheqel). La legge dava potere al ministro di decidere sulla data più opportuna per il cambio. La legge non entrò in vigore fino al febbraio 1980, quando il governo israeliano decise di cambiare il sistema monetario e introdurre il siclo con un rapporto di 1 siclo = 10 lire.

## Monete
Le prime monete israeliane furono pezzi in alluminio da 25 mil, datati 1948 e 1949, che vennero emessi nel 1949 prima dell'adozione del pruta. Più tardi, sempre nel 1949, furono emesse monete in tagli da 1, 5, 10, 25, 50, 100 e 250 pruta. Il disegno delle monete fu concepito, in parte, dal grafico israeliano Otte Wallish.
Nel 1960 furono emesse monete denominate in agora. C'erano pezzi da 1, 5, 10 e 25 agora. Nel 1963 furono introdotte le monete da ½ e 1 lira, seguite da quelle da 5 lire nel 1978.

## Banconote

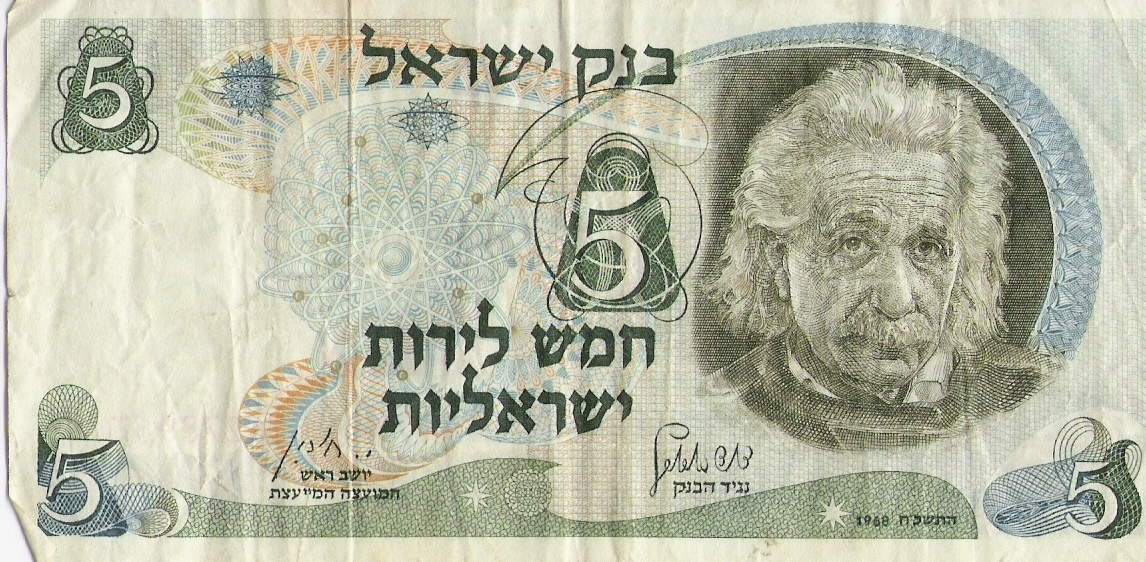
Una banconota da 5 lire del 1968 con il ritratto di Albert Einstein.

Nel 1948 il governo emise banconote divisionarie da 50 e 100 mil, mentre la Anglo-Palestine Bank emise banconote da 500 mil, 1, 5, 10 e 50 lire tra il 1948 e il 1951. Nel 1952 il governo emise una seconda serie di banconote divisionarie da 50 e 100 pruta, cui venne aggiunta nel 1953 la banconota da 250 pruta. Sempre nel 1952 la Bank Leumi assunse il controllo della produzione di carta moneta ed emise gli stessi tagli della Anglo-Palestine Bank ad eccezione di quello da 500 mil che fu sostituito con la banconota da 500 pruta.
La Bank of Israel iniziò la produzione di banconote nel 1955, emettendo anche banconote da 500 pruta, 1, 5, 10 e 50 lire. Nel 1968 furono introdotte banconote da 100 lire, seguite da quelle da 500 lire nel 1975.

## Caratteristiche per i non vedenti
Nella terza emissione di banconote, distribuita tra il 1973 e il 1975, fu aggiunta una caratteristica utile per l'identificazione dei tagli da parte delle persone con problemi di vista o non vedenti. Una serie di punti tattili, tre sulla banconota da 5 lire, due sulla banconota da 10 lire, uno sulla banconota da 50 lire, nessun punto sulla banconota da 100 lire, e un'ampia striscia larga come tre punti sulla banconota da 500 lire.